# Burgkopf (Hunsrück)
Der Burgkopf ist ein Berg mit einer Höhe von 371,1 Metern im Hunsrück in der Nähe von Fell und Lorscheid.
Zwischen Welgerbach und Feller Bach gelegen, beherbergt er Reste einer römerzeitlichen Tempelanlage. Bei Ausgrabungen wurden drei gallorömische Umgangstempel entdeckt, im Zentrum eines Tempels fand man das Kultbild des Gottes Silvanus.
Ein Mythos besagt, dass dort ein „goldenes Kalb“ vergraben sei.
Auf der benachbarten Gemarkung von Lorscheid befindet sich ebenfalls eine Erhebung mit dem Namen Burgkopf mit einer Höhe von ca. 470 Metern.

## Bilder

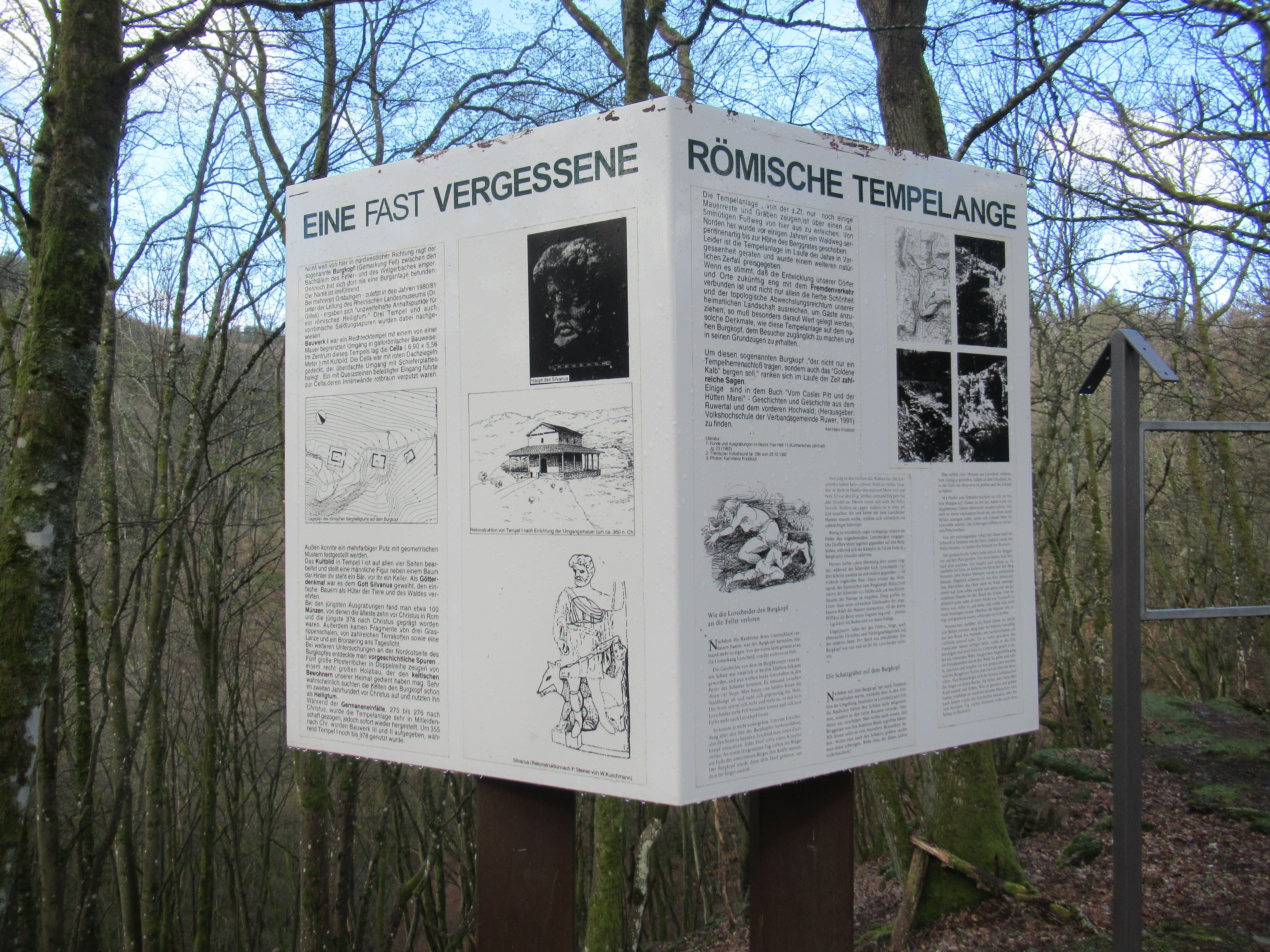
Infotafel
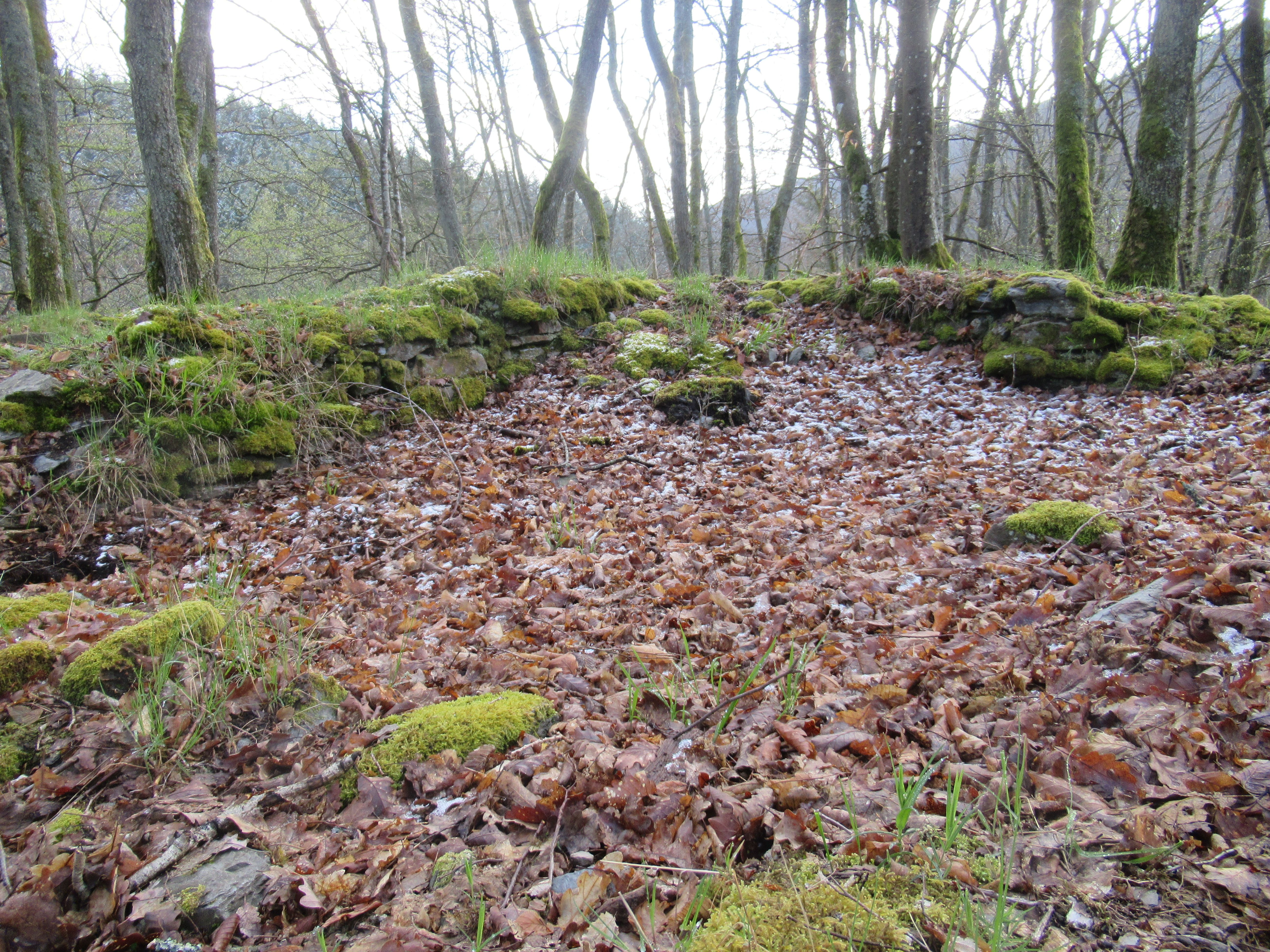
Mauerreste